# Championnat du Brésil de football 2023
 (octobre 2023).
Navigation
Série A 2022 Série A 2024
La saison 2023 de Série A est la soixante-septième édition du Championnat du Brésil de football de première division, qui constitue le premier échelon national du football brésilien, et oppose vingt clubs professionnels, à savoir les seize premiers de la saison 2022 et les quatre promus de Série B. Elle s'étend sur 38 journées, les clubs s'affrontant en matchs aller-retour.
Au terme d'une fin de championnat incertaine, Palmeiras est sacré champion du Brésil pour la seconde année consécutive et la douzième fois de son histoire. Pour la première fois de son histoire, le Santos FC est relégué.

## Participants

### Changements en début de saison
| Pos. | Relégué de Série A 2022 |
| ---- | ----------------------- |
| 17º  | Ceará                   |
| 18º  | Atlético Goianiense     |
| 19º  | Avaí                    |
| 20º  | Juventude               |

| Pos. | Promus de Série B 2022 |
| ---- | ---------------------- |
| 1º   | Cruzeiro               |
| 2º   | Grêmio                 |
| 3°   | Bahia                  |
| 4º   | Vasco da Gama          |

### Les équipes du championnat
| Club                             | Ville             | Stade                             | Capacité | Entraîneur           | Clt 2022    |
| -------------------------------- | ----------------- | --------------------------------- | -------- | -------------------- | ----------- |
| Sociedade Esportiva Palmeiras    | São Paulo         | Allianz Parque                    | 45 000   | Abel Ferreira        | 1er         |
| Sport Club Internacional         | Porto Alegre      | Beira-Rio                         | 56 000   | Mano Menezes         | 2e          |
| Fluminense Football Club         | Rio de Janeiro    | Maracanã                          | 78 838   | Fernando Diniz       | 3e          |
| Sport Club Corinthians Paulista  | São Paulo         | Arena Corinthians                 | 48 000   | Vanderlei Luxemburgo | 4e          |
| Clube de Regatas do Flamengo     | Rio de Janeiro    | Maracanã                          | 78 830   | Jorge Sampaoli       | 5e          |
| Clube Atlético Paranaense        | Curitiba          | Arena da Baixada                  | 43 981   | Wesley Carvalho      | 6e          |
| Clube Atlético Mineiro           | Belo Horizonte    | Mineirão                          | 57 483   | Luiz Felipe Scolari  | 7e          |
| Fortaleza Esporte Clube          | Fortaleza         | Arena Castelão                    | 63 903   | Juan Pablo Vojvoda   | 8e          |
| São Paulo Futebol Clube          | São Paulo         | Morumbi                           | 66 795   | Dorival Júnior       | 9e          |
| América Futebol Clube            | Belo Horizonte    | Independência                     | 23 018   | Fabián Bustos        | 10e         |
| Botafogo de Futebol e Regatas    | Rio de Janeiro    | Stade Nilton-Santos               | 46 000   | Bruno Lage           | 11e         |
| Santos Futebol Clube             | Santos            | Vila Belmiro                      | 16 798   | Diego Aguirre        | 12e         |
| Goiás Esporte Clube              | Goiânia           | Stade Hailé-Pinheiro              | 12 500   | Armando Evangelista  | 13e         |
| Clube Atlético Bragantino        | Bragança Paulista | Stade Nabi Abi Chedid             | 16 200   | Pedro Caixinha       | 14e         |
| Coritiba Foot Ball Club          | Curitiba          | Stade Major-Antônio-Couto-Pereira | 40502    | Thiago Kozlowski     | 15e         |
| Cuiabá Esporte Clube             | Cuiabá            | Arena Pantanal                    | 44 000   | António Oliveira     | 16e         |
| Cruzeiro Esporte Clube           | Belo Horizonte    | Mineirão                          | 62547    | Zé Ricardo           | Serie B 1er |
| Grêmio Foot-Ball Porto Alegrense | Porto Alegre      | Arena do Grêmio                   | 60540    | Renato Gaúcho        | Serie B 2e  |
| Club de Regatas Vasco da Gama    | Rio de Janeiro    | São Januário                      | 21 880   | Ramón Díaz           | Serie B 3e  |
| Esporte Clube Bahia              | Salvador          | Itaipava Arena Fonte Nova         | 47907    | Rogério Ceni         | Serie B 4e  |

## Compétition

### Règlement
Le classement est établi sur le barème de points classique (victoire à 3 points, match nul à 1, défaite à 0).
En cas d'égalité de points entre 2 équipes ou plus, on utilise les critères suivants pour les départager : 
1. Nombre de victoires ;
2. Différence de buts ;
3. Buts marqués ;
4. Confrontations directes ;
5. Nombre de cartons rouges ;
6. Nombre de cartons jaunes.

### Déroulement de la compétition
C'est Botafogo qui vire en tête du championnat à mi-saison. Lors de la 17e journée Botafogo compte douze points d'avance sur Flamengo. En bas du classement c'est le promu Vasco da Gama qui ferme la marche.
Au terme de la saison, le Vasco da Gama, qui a recruté pendant l'été le français Dimitri Payet valide son maintien lors de la dernière journée en battant le RB Bragantino. À l'opposé, un autre club historique du championnat est lui relégué. Le Santos FC de Pelé et Neymar descend en deuxième division pour la première fois de son histoire.
En haut du classement, Palmeiras remporte pour la deuxième saison consécutivement le titre de champion du Brésil. C'est son douzième titre de champion.

### Classement
| Rang | Équipe              | Pts | J  | G  | N  | P  | Bp | Bc | Diff |
| ---- | ------------------- | --- | -- | -- | -- | -- | -- | -- | ---- |
| 1    | Palmeiras T         | 70  | 38 | 20 | 10 | 8  | 63 | 33 | +30  |
| 2    | Grêmio P            | 68  | 38 | 21 | 5  | 12 | 63 | 56 | +7   |
| 3    | Atlético Mineiro    | 66  | 38 | 19 | 9  | 10 | 52 | 32 | +20  |
| 4    | Flamengo            | 66  | 38 | 19 | 9  | 10 | 56 | 42 | +14  |
| 5    | Botafogo            | 64  | 38 | 18 | 10 | 10 | 58 | 37 | +21  |
| 6    | RB Bragantino       | 62  | 38 | 17 | 11 | 10 | 49 | 35 | +14  |
| 7    | Fluminense L        | 56  | 38 | 16 | 8  | 14 | 50 | 47 | +3   |
| 8    | Atletico Paranaense | 56  | 38 | 14 | 14 | 10 | 51 | 43 | +8   |
| 9    | Internacional       | 55  | 38 | 15 | 10 | 13 | 46 | 45 | +1   |
| 10   | Fortaleza           | 54  | 38 | 15 | 9  | 14 | 45 | 44 | +1   |
| 11   | São Paulo C         | 53  | 38 | 14 | 11 | 13 | 40 | 38 | +2   |
| 12   | Cuiabá              | 51  | 38 | 14 | 9  | 15 | 40 | 39 | +1   |
| 13   | Corinthians         | 50  | 38 | 12 | 14 | 12 | 47 | 48 | -1   |
| 14   | Cruzeiro P          | 47  | 38 | 11 | 14 | 13 | 35 | 32 | +3   |
| 15   | Vasco da Gama P     | 45  | 38 | 12 | 10 | 16 | 41 | 51 | -10  |
| 16   | Bahia P             | 44  | 38 | 12 | 8  | 18 | 50 | 53 | -3   |
| 17   | Santos              | 43  | 38 | 11 | 10 | 17 | 39 | 64 | -25  |
| 18   | Goiás               | 38  | 38 | 9  | 11 | 18 | 39 | 53 | -14  |
| 19   | Coritiba            | 30  | 38 | 8  | 6  | 24 | 41 | 73 | -32  |
| 20   | América Mineiro     | 24  | 38 | 5  | 9  | 24 | 42 | 81 | -39  |

| Légende : Qualifications et relégations | Légende : Qualifications et relégations |
| --------------------------------------- | --- |
|                                         | Qualification pour la phase de groupe de la Copa Libertadores 2024 |
|                                         | Qualification pour le tour préliminaire de la Copa Libertadores 2024 |
|                                         | Qualification pour la Copa Sudamericana 2024 |
|                                         | Relégation en Série B |
|                                         | T : Tenant du titre P : Promus de Série B C : Vainqueur de la Coupe du Brésil 2023 qualifié pour la phase de groupes de la Copa Libertadores 2024 L : Vainqueur de la Copa Libertadores 2023 qualifié pour la phase de groupes de la Copa Libertadores 2024 S : Vainqueur de la Copa Sudamericana 2023 qualifié pour le tour préliminaire de la Copa Libertadores 2024. |

## Bilan de la saison
| Championnat du Brésil de football 2023                |                                                                         |
| Champion                                              | Palmeiras (12e titre)                                                   |
| Qualifications continentales                          |                                                                         |
| Copa Libertadores 2024                                | Palmeiras Grêmio Atlético Mineiro Flamengo                              |
| Copa Libertadores 2024                                | Botafogo RB Bragantino                                                  |
| Copa Sudamericana 2024                                | Atlético Paranaense Internacional Fortaleza Cuiabá Corinthians Cruzeiro |
| Promotions et relégations                             |                                                                         |
| Promus en Championnat du Brésil de football 2024      | Vitória Juventude Criciúma Atlético Goianiense                          |
| Relégués en Championnat du Brésil de football D2 2024 | Santos Goiás Coritiba América Mineiro                                   |